# Javier Mariño
Javier Mariño es la primera y una de las más desconocidas novelas del escritor español Gonzalo Torrente Ballester. Escrita en 1943, tiene un trasfondo autobiográfico al narrar algunos acontecimientos que experimentó el propio autor durante la guerra civil española. Aunque se permitió su publicación después de la eliminación de algunos pasajes, al mes siguiente fue retirada por la censura franquista por sus imágenes lascivas.

## Argumento
Javier es un joven de la burguesía gallega, que abandona Madrid ante la situación española del verano de 1936 estableciéndose una temporada en París. Allí entra en contacto con una joven, Magdalena de Hauteville, aristócrata y comunista de la que se enamora. Después de conocer lo que ocurre en España, decide marcharse a América para fundar una nueva ciudad (como el héroe troyano Eneas, fundador de Roma), pero finalmente cambia de actitud y regresa a España para apoyar a los sublevados.

## Opinión del autor
Torrente Ballester mencionó en una entrevista televisada que la novela no era profranquista, calificando la contienda civil española como una mascarada trágica.